# Zanata-Stein

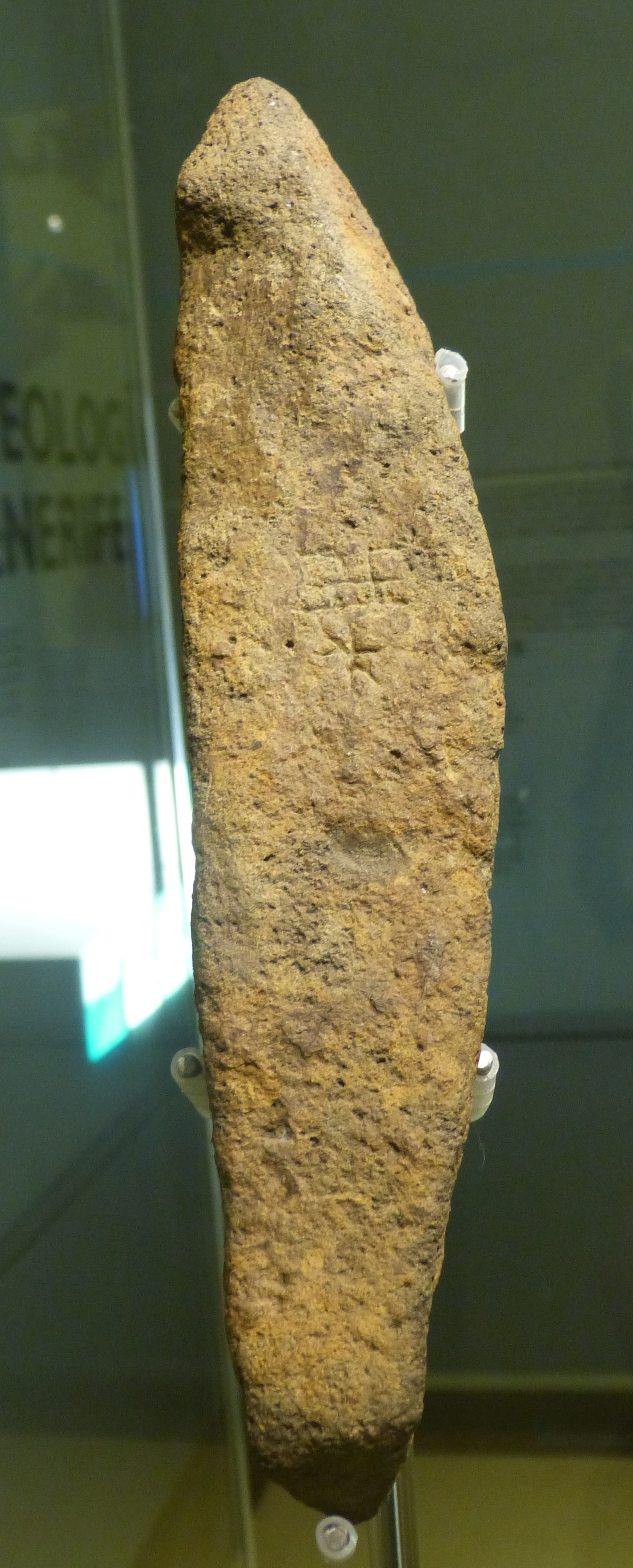
Zanata-Stein, Museo de la Naturaleza y el Hombre (Teneriffa).

Der so genannte Zanata-Stein ist ein Basaltstein mit den Maßen 26,1 cm × 5,5 cm × 5,4 cm. In ihn sind drei Zeichen eingeritzt, die von Fachleuten als die Buchstaben „ZNT“ in  Tifinagh-Schrift gedeutet werden. Das Alter des Steins bzw. der Inschrift wird auf den Zeitraum zwischen dem 8. Jahrhundert v. Chr. und dem 15. Jahrhundert n. Chr. geschätzt.
Der Stein wurde 1992 in der Gemeinde El Tanque im Nordwesten der Insel Teneriffa gefunden. Der damaligen Leiter des Archäologischen Museums Teneriffa (heute Museo de la Naturaleza y el Hombre) Rafael González Antón hielt den Stein für den endgültigen Beweis für seine Theorie, dass die Guanchen durch phönizisch-punische Schiffe nach Teneriffa gebracht worden seien. Diese Theorie stellte er in einer großen PR-Aktion des Museums dar und veröffentlichte auch eine Monografie zu dem Zanata-Stein. Einige Fachleute halten die Theorie zwar nicht unbedingt für falsch, sehen aber in einem einzelnen Stein mit drei Buchstaben keinen schlüssigen Beweis, andere halten den Stein sogar für eine Fälschung.
Der Zanata-Stein wird im Museo de Naturaleza y Arqueología in Santa Cruz de Tenerife ausgestellt.